# Lime (anime)
Se llama Lime (Cal o Lima en inglés, jugo con calcio contenido en los limones) a los escritos basados en mangas y animes en los que se muestran, en forma menos explícita que en el Lemon, las relaciones sexuales entre los personajes, ya sean la pareja protagonista o no.